# تيري هينيسي
تيري هينيسي (بالإنجليزية: Terry Hennessey) هو لاعب كرة قدم ومدرب كرة قدم بريطاني، ولد في 1 سبتمبر 1942 في Llay ‏ في المملكة المتحدة. شارك مع منتخب ويلز لكرة القدم. أما مع النوادي، فقد لعب مع برمنغهام سيتي وديربي كاونتي ونادي تاموورث ونوتينغهام فورست.

## مسيرته الكروية
لعب تيري هينيسي خلال مسيرته الاحترافية مع 4 أندية في ستة عشر موسمًا وسجل خلالها 12 هدفًا ضمن 400 مباراة. ولم يفز بأي موسم بالكأس وفاز في موسم واحد بالدوري.
خاض تيري هينيسي مسيرته مع نادي برمنغهام سيتي في موسم 1960–61 ليلعب معه ستة مواسم، مشاركًا في 178 مباراة سجل خلالها 3 أهداف. ثم انتقل إلى نادي نوتينغهام فورست في موسم 1965–66 ليلعب معه خمسة مواسم، حيث شارك في 159 مباراة سجل خلالها 5 أهداف. لينتقل بعدها إلى نادي ديربي كاونتي في موسم 1969–70 ليلعب معه أربعة مواسم، مشاركًا في 63 مباراة سجل خلالها 4 أهداف. ثم انتقل إلى نادي تاموورث في موسم 1973–74 لمدة موسم واحد، لم يشارك في أي مباراة ولم يسجل أي هدف.

## وصلات خارجية
- تيري هينيسي على موقع الاتحاد الأوربي (الإنجليزية)
- تيري هينيسي على موقع قاعدة بيانات كرة القدم.إي يو (الإنجليزية)
- تيري هينيسي على موقع ناشيونال فوتبول تيمز (الإنجليزية)
- تيري هينيسي على موقع Soccerbase.com (لاعب) (الإنجليزية)
- تيري هينيسي على موقع عالم كرة القدم.نت (الإنجليزية)